# Elezioni europee del 1994 nel Regno Unito
Le elezioni europee del 1994 nel Regno Unito si sono tenute il 10 giugno.

## Risultati
| Liste  | Liste                                      | Voti   | Gruppo     | %     | Seggi |
| ------ | ------------------------------------------ | ------ | ---------- | ----- | ----- |
|        | Partito Laburista                          | PSE    | 6.573.881  | 42,60 | 62    |
|        | Partito Conservatore                       | PPE    | 4.274.122  | 26,96 | 18    |
|        | Liberal Democratici                        | ELDR   | 2.557.887  | 16,14 | 2     |
|        | Partito Verde di Inghilterra e Galles      | -      | 494.561    | 3,12  | -     |
|        | Partito Nazionale Scozzese                 | ARE    | 487.237    | 3,07  | 2     |
|        | Partito Unionista Democratico              | NI     | 163.246    | 1,03  | 1     |
|        | Plaid Cymru                                | -      | 162.478    | 1,02  | -     |
|        | Partito Social Democratico e Laburista     | PSE    | 161.992    | 1,02  | 1     |
|        | Partito per l'Indipendenza del Regno Unito | -      | 150.251    | 0,95  | -     |
|        | Partito Unionista dell'Ulster              | PPE    | 133.459    | 0,84  | 1     |
|        | Partito Liberale                           | -      | 100.500    | 0,63  | -     |
|        | Partito della Legge Naturale               | -      | 98.845     | 0,62  | -     |
|        | Sinn Féin                                  | -      | 55.215     | 0,35  | -     |
|        | Altri                                      | -      | 258.915    | 1,62  | -     |
| Totale | Totale                                     | Totale | 15.852.589 |       | 87    |